# Puggy
Puggy és un grup de pop-rock belga que canta en anglès format el 2004 quan es van conèixer, en una escola de jazz de Gant, el vocalista anglès (nascut a Bèlgica) Matthew Irons, el baixista francès Romain Descampes i el bateria suec Egil 'Ziggy' Franzén. Des d'aleshores, Puggy ha realitzat molts concerts a Bèlgica a més de participar en gires mundials com a teloners de bandes com The Smashing Pumpkins, Incubus i Deep Purple. El seu primer àlbum, Dubois Died Today, va ser llançat pel segell independent Talkieo el juny del 2007. Els segon, Something You Might Like, va sortir el 2010 editat per Mercury Records i se n'ha reeditat una versió amb bonus. L'àlbum, que va ser promocionat al programa de televisió francès Taratata presentat per Nagui, compta amb tres vídeoclips (de les cançons I Do, When You Know i How I needed you). Un dels seus temes, We had it made (En Català, el que havíem fet) va ser utilitzat a Espanya pel Grup Atresmedia, pel canvi de nom ocorregut el 6 març 2013.

## Discografia

### Àlbums
- Dubois Died Today (2007), Talkieo
- Something You Might Like (2010), Mercury
- To Win the World (2013), Mercury

### EPs
- Teaser (2009)